# Chinesischer Guoxia
Der Chinesische Guoxia (chinesisch 果下馬 / 果下马, Pinyin guǒxià mǎ) ist eine Rasse südchinesischer Miniponys, die etwa einen Meter groß werden.
Hintergrundinformationen zur Pferdebewertung und -zucht finden sich unter: Exterieur, Interieur und Pferdezucht.

## Exterieur
Das Stockmaß der Ponys liegt bei 96 bis 104 Zentimeter. Es handelt sich um Quadratpferde mit mittelgroßem Kopf, gut entwickeltem Hals und Rumpf. Das Fell ist struppig und langhaarig.

## Interieur
Die Ponys werden als Packtiere verwendet und können bei einem Meter Größe in bergigem Land etwa 100 kg Gewicht am Tag etwa 30–40 km weit tragen. Auf einer Schleife können sie eine 400–500 kg schwere Ladung ziehen. Sie werden auch geritten und haben gute Gänge. 
Es handelt sich um genügsame Ponys, die in ihrer Heimat meist auf kargen 500–900 m hochgelegenen Weiden, die von den Chinesen als Steininseln bezeichnet werden, halbwild gehalten und gezüchtet werden. Sie sind langlebig.
Sie weichen genetisch sehr stark von anderen einheimischen Rassen ab.

## Zuchtgeschichte
Diese chinesischen Minipferde wurden in Südwestchina in den 1980er Jahren bei einer Zählung der vorhandenen Nutztiere zur Feststellung der tiergenetischen Ressourcen Chinas entdeckt. Danach wurde in alten Schriften nach diesen Pferden gesucht und festgestellt, dass sie in Schriften der Han-Dynastie (25–220 nach Christus) wahrscheinlich als Gouxi Ma bezeichnet wurden, was Unter-Obstbaum-Pferde bedeutet. Sie sollen damals 57,5 bis 69 cm groß gewesen sein und waren Braune. 1986 bis 1990 machten die Minipferde höchstens ein Prozent der Pferdepopulation der chinesischen Provinzen Sichuan, Guizhou, Yunnan and Guangxi aus und es gab weniger als zehn Tiere der Rasse. 1987 wurde die Guizhou minihorse association gegründet, um die Rasse zu erhalten, und in diesem ersten Jahr wurden 39 Pferde der Rasse registriert. Die Miniponys wurden auf den Weiden nicht klar von den größeren örtlichen Ponys getrennt und haben sich deshalb mit diesen gemischt. Auf besseren, tiefer gelegenen Weiden überwiegen größere Ponyrassen, auf kargen und hochgelegenem Landschaften überwiegen Miniponys.